# Indiana University
Indiana University – amerykański uniwersytet w stanie Indiana, założony w roku 1820.

## Kampusy
Uniwersytet składa się z dziewięciu kampusów:
- Indiana University Bloomington (główny kampus)
- Indiana University East w Richmond
- Indiana University Kokomo w Kokomo
- Indiana University Northwest w Gary
- Indiana University South Bend w South Bend
- Indiana University Southeast w New Albany
- dwa kampusy wspólne z Uniwersytetem Purdue:
  - Indiana University Purdue University Indianapolis (IUPU Indianapolis) w Indianapolis
  - Indiana University Purdue University Fort Wayne (IUPUFW) w Fort Wayne.

W 1977 otwarto na uczelni Ośrodek Studiów Polskich – instytut naukowy, który zajmuje się badaniami nad historią, literaturą i kulturą polską. Pomocą w otwarciu ośrodka służył Uniwersytet Warszawski, a w inauguracji uczestniczył rektor Zygmunt Rybicki.

## Publikacje
Uniwersyteckie wydawnictwo to Indiana University Press. Wydaje ono, między innymi, następujące czasopisma naukowe:
- „Africa Today”, od 1954. ISSN 0001-9887.brak numeru strony
- „Aleph”, od 2001. ISSN 1565-1525.brak numeru strony
- „Black Camera”, od 1985. ISSN 1536-3155.brak numeru strony
- „e-Service Journal”, od 2001. ISSN 1528-8226.brak numeru strony
- „Ethics and the Environment”, od 1996. ISSN 1085-6633.brak numeru strony
- „Film History”, od 1987. ISSN 0892-2160.brak numeru strony
- „History and Memory”, od 1989. ISSN 0935-560X.brak numeru strony
- „Indiana Journal of Global Legal Studies”, od 1993. ISSN 1080-0727.brak numeru strony
- „International Journal of Feminist Approaches to Bioethics”, od 2008. ISSN 1937-4585.brak numeru strony
- „Israel Studies”, od 1996. ISSN 1084-9513.brak numeru strony